# Дзиони, Вольфганг
Вольфганг Дзиони (нем. Wolfgang Dziony; род. 29 августа 1949 года, Эльце, Нижняя Саксония, Германия) — немецкий барабанщик, музыкант и композитор, Наиболее известен как оригинальный участник и один из основателей «Scorpions» вместе с ритм-гитаристом Рудольфом Шенкером, в которой он играл до мая 1972 года.

## Биография
В 1964 году Дзиони вместе с Рудольфом Шенкером основал любительскую бит-группу «Nameless» в Сарштедте. В первые дни они давали концерты в пабе матери Вольфганга.
Именно по предложению Дзиони группа была переименована в «Scorpions» через год после основания.
В период с 1965 по 1967 год в группе не было вокалиста, и поэтому Вольфгангу, помимо игры на барабанах, приходилось ещё и петь.
Шенкер также не мог совмещать ритм-гитару и вокал одновременно, и поэтому, в начале 1967 года на место полноценного вокалиста был приглашён Вернер Хойер.
Вскоре Карл-Хейц Воллмер был призван в армию, а Хойер ушёл по семейным обстоятельствам, так как родители были против его пребывания в группе.
Их ряды вскоре пополнили Бернд Хегнер (вокал) и Ульрих Воробец (соло-гитара). Весной 1968 года Кирхоффа заменил Лотар Хаймберг.
Такой состав просуществовал до 1969 года, пока Хегнера и Воробца не заменили соответственно Клаус Майне, ранее участвовавший в «Copernicus», и младший брат Рудольфа — Михаэль Шенкер, которому, на тот момент, было всего 14. В таком составе в октябре 1971 года Вольфганг, вместе со «Scorpions», записал первый альбом «Lonesone Crow». Дзиони участвовал в написании и аранжировке всех песен.
В мае 1972 года Вольфганг ушёл, и его заменил Вернер Лёр. Однако, Дзиони вернулся через 2 месяца, но вновь ушёл в октябре.
После долгого музыкального перерыва он стал участником кавер-группы Ballroom Hamburg Allstars, с которой в 2015 году отпраздновал свое 50-летие на сцене.
Также в 2015 году он сыграл самого себя в документальном фильме «Scorpions — Forever and a Day».
Дзиони женат, имеет двух взрослых сыновей и живет в Харзефельде, недалеко от Штаде.